# 阿部十郎

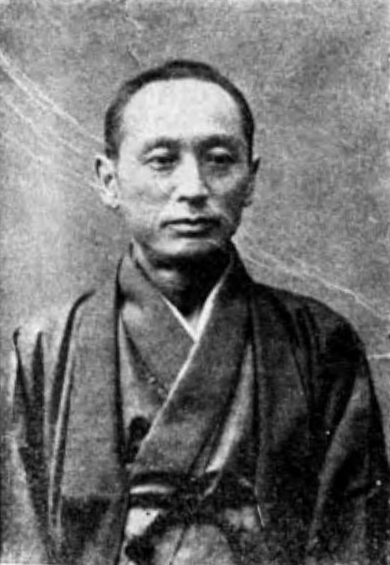
阿部隆明（明治31年以前）

阿部 十郎（あべ じゅうろう、天保8年8月22日（1837年9月21日） - 明治40年（1907年）1月6日）は、新選組隊士、御陵衛士、赤報隊隊士。諱は隆明。別姓高野。維新後は諱をとって阿部 隆明と称した。また名簿類に見える阿部槙蔵、阿部信次郎も同一人物とされる。

## 来歴

### 生い立ち
天保8年（1837年）、出羽国由利郡羽広村の百姓・阿部多郎兵衛とヨネの次男として生まれる。出羽国亀田藩士・高野林太郎の養子となり、武士となる。
その後脱藩し、阿部槙蔵の名前で壬生浪士（後の新選組）に加盟したのは、文久3年（1863年）7月以前と言われている。しかし新選組の方針と対立し脱走。水戸藩士吉成勇太郎に匿われた。その際に薩摩藩士・中村半次郎と知り合う。
その後「高野十郎」と名乗り、大坂の谷万太郎の下で剣術を学び、谷と共に大坂ぜんざい屋事件などに活躍した。その活躍もあり、慶応元年（1865年）5月ごろまでに、阿部信次郎（真一郎）の名前で復帰したとされる。

### 御陵衛士
新選組では伍長・砲術師範などを勤めたが、慶応3年（1867年）3月に分離して伊東甲子太郎ら12名と共に御陵衛士を結成する。油小路事件の時は鷹狩り中で難を逃れ、後に事件を知らされたため薩摩藩邸に逃げ込んだ。

### 戊辰戦争
復讐の機会を窺っていた御陵衛士残党と共に、同年12月18日に伏見墨染で近藤勇を襲撃して負傷させる。戊辰戦争では薩摩藩の中村半次郎に属し、鳥羽・伏見の戦いなどに参加。後に赤報隊に加わる。慶応4年3月、脱走した元新選組隊士井汲恭平（谷川辰吉、和栗吉次郎）を赤報隊へ加入させた。閏4月8日には勤王志願の名目で江戸から戻ってきた神崎一二三に軍防局へ出頭を促した。赤報隊が徴兵七番隊と改称し、四条隆謌指揮下になり江戸に向かった後の6月20日、桶町一丁目の茶亭桜木にて新選組勘定方だった大谷勇雄を殺害した。

### 明治維新以降
維新後、西村兼文の『新撰組始末記』では元新選組隊士の安富才助を殺したとされるが、大谷勇雄の件が誤伝したものと考えられる。弾正台や開拓使、北海道庁に出仕した。退官後は札幌で果樹園（北海道果樹協会）を経営し、リンゴ栽培などを営んだ。明治30年代には史談会に出席して、幕末当時の貴重な談話を残している。明治40年（1907年）、東京にて死去。享年71。

## 逸話
- 明治33年3月17日に史談会に出席した際、阿部は「近藤襲撃の際に彼を討ち損じたのは、銃撃後に槍で近藤を仕留める役目だった篠原泰之進と加納鷲雄が、心臆したためか槍を捨て逃げてしまったからだ」と証言[4]。その後、一方的に二人との音信を絶った[5]。なお篠原は、史談会や後年執筆した手記『秦林親日記』にて「近藤を撃ったのは自分」と主張している[6]。
- 新選組から密命を受け御陵衛士に潜入した密偵とされる斎藤一について「斎藤は、伊東が机の引出に入れていた五十両の金子を贔屓にしていた芸妓に貢ぐために盗んだので、月真院（御陵衛士の屯所）に居られなくなり新選組に戻った」と生涯信じ込んでいたという[5][7]。
- 阿部が史談会で語ったとされる「沖田総司、これがまあ勇の一番弟子で、なかなかよく仕いました。その次は斎藤一と申します。それから是は流派が違いますが、永倉新八という者がおりました。この者は沖田よりもちと稽古が進んでおりました。」という談話は、新撰組最強はだれか、という話題の際に「1に永倉、2に沖田、3に斎藤」としてよく引き合いに出される。